# 176 (număr)
176 (o sută șaptezeci și șase) este numărul natural care urmează după 175 și precede pe 177 într-un șir crescător de numere naturale.

## În matematică
176
- Este un număr compus.[1]
- Este un număr abundent.[2][3]
- Este un număr fericit.[4][5]
- Este un număr odios. [6][7]
- Este un număr Devlali (engleză self).[8][9]
- Este un număr semiperfect (pseudoperfect).[10]
- Este un număr practic.[11][12]
- Este un număr rotund.[13][14]
- Este un număr pentagonal.[15][16]
- Este un număr octogonal.[17][18]
- Este un număr de tort (engleză cake),[19][20] prin 10 tăieturi un cub poate fi divizat în 176 de părți.

## În știință

### În astronomie
- Obiectul NGC 176 din New General Catalogue este un roi deschis cu o magnitudine 12,95 în constelația Tucanul din galaxia Micul Nor al lui Magellan. * 176 Iduna este un asteroid mare din centura principală.
- 176P/LINEAR (LINEAR 52) = 118401 LINEAR este o cometă periodică din sistemul nostru solar.
- Gliese 176 este o stea pitică roșie în constelația Taurul
- Gliese 176 b este o exoplanetă Super-pământ în constelația Taurul. Planeta orbitează steaua Gliese 176.

## În alte domenii
175 se poate referi la:
- Heinkel He 176 a fost un avion rachetă⁠(d) german din al Doilea Război Mondial.